# Marc Pajot

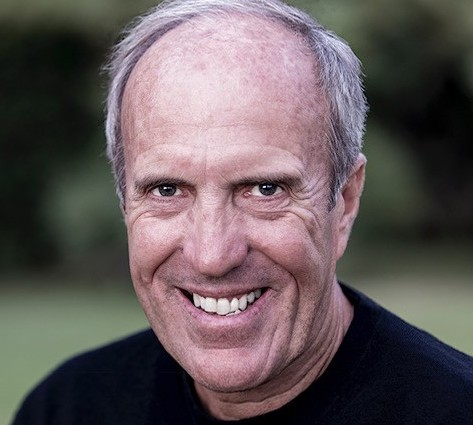
Marc Pajot

Marc Pajot, född den 12 september 1953 i La Baule-Escoublac, är en fransk seglare.
Han tog OS-silver i Flying Dutchman i samband med de olympiska seglingstävlingarna 1972 i München.